# Frederich Schinkel
Frederik (Frederich) Schinkel (født 26. januar 1719, død 29. december 1794) var kammerherre, landsdommer og herremand til Hald Hovedgård ved Viborg. 
Schinkel blev født i Frederikssund som søn af en officer af norsk afstamning. Schinkel opfattede sig selv og sin familie som værende adelig, men adelsskabet synes at være noget tvivlsomt[kilde mangler].
Efter studentereksamen læste han jura i nogle år og blev derefter medhjælp for faderen, som var amtmand i Dueholm-Vestervig-Ørum amter i det nordvestlige Jylland. I 1746 fik Schinkel bestalling som landsdommer i Nørrejylland, og efter i nogle år at have forpagtet Estvadgård og Nørkær ved Skive købte han i 1750 Hald Hovedgård ved Viborg. 
Schinkel var en driftig herremand og en dygtig godsadministrator, men også en hård og stridbar mand. Han fik ord for at være bondeplager. Han overtog et forsømt gods, hvor der var meget at rette op på. Han skal til sine bønder have sagt: Jeg skal leve. I skal leve. Men jeg skal - først og fremmest - leve.
Han førte mange retssager med de omkringboende – både rige og fattige – og han lå også ustandselig i strid med sine landsdommerkolleger. Flere gange var han tæt på at blive afskediget fra dommerembedet. Med tiden kunne han dog smykke sig med titlen som etatsråd og senere med kammerherretitlen. En ansøgning til kongen om at blive udnævnt til baron blev dog afslået.
I 1787 påbegyndte Schinkel en udbygning af Hald Hovedgård, idet han fik opført den nuværende hovedbygning. Denne var oprindelig kun portbygning og vognremise, hvilket kunne tyde på, at der har været planer om en større udbygning, men sådanne planer kendes dog ikke.

## Ægteskab og familie
I 1758 blev han gift med Edel Helene Margrethe Moldrup, datter af herremanden til Skanderborg Ladegård. Samme år blev Schinkels søster, Mette Elisabeth Schinkel, gift med Steen de Steensen, som var herremand til Halds nabogård, Aunsbjerg. Steensen var morbror til digteren Steen Steensen Blichers mor, og som følge af denne familiære forbindelse kom Blicher som barn på Hald Hovedgård og lærte her Schinkel at kende.
Af ægteparret Schinkels tre børn overlevede kun datteren Charlotte Amalie Schinkel. Historien om hendes kærlighed til søløjtnanten Martinus Bräem danner grundlag for Blichers novelle Eneste Barn. Trods voldsom modstand fra faderens side blev de to gift til sidst, og parret overtog Hald Hovedgård ved Schinkels død.